# 시라이 히로유키 (1977년)
시라이 히로유키(일본어: 白井 裕之, 1977년 7월 10일~)는 일본의 축구 선수, 지도자이다.

## 지도자 경력
사간 도스, FC 도쿄의 코치를 거쳐, 2023년 FC 류큐의 감독으로 취임하였다. 9월 성적 부진으로 물러난 기나 데쓰히로 감독을 대신해, 감독 대행으로 취임하였다.